# Péchabou

Péchabou este o comună în departamentul Haute-Garonne din sudul Franței. În 2009 avea o populație de 1.877 de locuitori.

## Evoluția populației
| An        | 1975 | 1982 | 1990  | 1999  | 2006  | 2009  |
| --------- | ---- | ---- | ----- | ----- | ----- | ----- |
| Populație | 513  | 663  | 1.023 | 1.299 | 1.523 | 1.877 |